# Anatolij Matwijenko
Anatolij Serhijowycz Matwijenko (ukr. Анатолій Сергійович Матвієнко; ur. 22 marca 1953 w Berszadie w obwodzie winnickim, zm. 22 maja 2020) – ukraiński polityk, z wykształcenia inżynier mechanik.

## Życiorys
Absolwent lwowskiego instytutu rolniczego na wydziale mechanizacji rolnictwa. Pracował w przedsiębiorstwie robót drogowych, był etatowym działaczem Komsomołu i członkiem jego władz regionalnych w Winnicy. W 1985 został sekretarzem komitetu centralnego ukraińskiej młodzieżówki komunistycznej.
W latach 1990–1994 sprawował mandat deputowanego do Rady Najwyższej. Od 1996 do 1998 był gubernatorem obwodu winnickiego. W 1996 stanął na czele nowego ugrupowania Partii Ludowo-Demokratycznej, które stało się podstawowym zapleczem rządu Walerija Pustowojtenki. W 1998 powrócił od parlamentu. W 1999, sprzeciwiając się wsparciu Łeonida Kuczmy, odszedł z NDP i wraz ze swoimi stronnikami powołał nową formację pod nazwą Ukraińska Partia Ludowa „Zjednoczenie”. Z ugrupowaniem tym przystąpił do Bloku Julii Tymoszenko, a po wyborach w 2002, w których uzyskał mandat na kolejną kadencję, został przewodniczącym Ukraińskiej Partii Republikańskiej „Zjednoczenie” (powstałej z połączenia UNP Sobor i URP).
Od kwietnia do września 2005 pełnił funkcję premiera Autonomicznej Republiki Krymu, następnie do maja 2006 zastępcy przewodniczącego Sekretariatu Prezydenta Ukrainy.
W 2006 został deputowanym z ramienia Bloku Nasza Ukraina. W lipcu 2007 przystąpił wraz ze swoją partią do bloku Nasza Ukraina-Ludowa Samoobrona. W tym samym roku po raz kolejny uzyskał mandat poselski. W 2011 doprowadził do zjednoczenia URP Sobor z innym ugrupowaniem, został wiceprzewodniczącym nowej formacji pod nazwą Ukraińska Platforma „Zjednoczenie”. Nie ubiegał się w 2012 o poselską reelekcję. W 2014 ponownie został wybrany do Rady Najwyższej jako kandydat Bloku Petra Poroszenki.

## Odznaczenia
- Order Wolności – 2020, pośmiertnie[3]
- Order „Za zasługi” III klasy – 2007[4]
- Medal jubileuszowy „25 lat niepodległości Ukrainy” – 2016[5]
- Medal Rady Bałtyckiej – 2017[6]